# Punto quantico

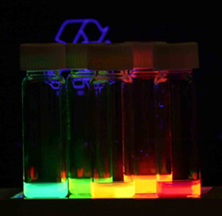
Punti quantici colloidali irraggiati con luce ultravioletta. Punti quantici di dimensione differente emettono luce di lunghezza d'onda, e quindi colore, differente, a causa del confinamento quantico.

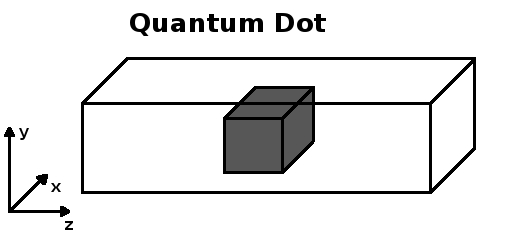
Schema di un punto quantico. Gli elettroni (o le lacune) sono confinati all'interno della regione scura.

Un punto quantico o punto quantistico (dall'inglese quantum dot) a cui ci si riferisce anche come atomo artificiale è una nanostruttura formata da un materiale semiconduttore le cui dimensioni sono dell'ordine del raggio di Bohr dell'eccitone del materiale. Ciò permette di trovarsi nel regime di confinamento quantico, ovvero il confinamento fisico dell'eccitone all'interno della nanostruttura che provoca variazioni delle proprietà ottiche del materiale in funzione delle dimensioni dello stesso. Questa struttura genera un pozzo di potenziale tridimensionale che confina i portatori di carica, elettroni e lacune, in una piccola regione di spazio in cui i livelli energetici divengono discreti. Quest'ultima proprietà ha portato all'associazione tra punti quantici e atomi generando lo pseudonimo "atomi artificiali"
Tra i possibili impieghi vi sono l'implementazione dei qubit necessari per un computer quantistico e lo studio dello stato di condensato di Bose - Einstein. Un altro possibile impiego è quello di riserva di energia, di sorgente luminosa, di elemento per la produzione a basso costo di celle fotovoltaiche o nel campo della nanomedicina per il trasporto di chemioterapici.

## Descrizione
I piccoli punti quantici, come semiconduttori nanocristallini in soluzione colloidale, hanno dimensioni tra i 2 e i 10 nanometri, corrispondenti a circa 10-50 atomi di diametro, e possono arrivare a un totale di 100 - 100.000 atomi.
I punti quantici autoassemblati hanno dimensioni di 10-50 nanometri; quelli definiti tramite litografia elettronica hanno dimensioni più grandi intorno a 100 nm.
I punti quantici possono essere contrapposti ad altre nanostrutture nei semiconduttori:
- fili quantici (quantum wires), in cui gli elettroni o le lacune sono confinati in due direzioni spaziali, permettendone la propagazione libera in una terza.
- pozzi quantici (quantum wells), in cui gli elettroni o le lacune sono confinati in una direzione e si possono muovere nelle altre due dimensioni.

### Atomi artificiali
I punti quantici che contengono gli elettroni possono anche essere paragonati ad atomi: entrambi hanno uno spettro di energia discreto e contengono un piccolo numero di elettroni, ma diversamente dagli atomi il potenziale di confinamento dei punti quantici non mostra necessariamente una simmetria sferica. Inoltre gli elettroni limitati non si muovono nello spazio libero, ma all'interno del cristallo semiconduttore che li ospita.
Ad agosto 2020 viene pubblicato un articolo su Nature Physics in cui alcuni ricercatori creano i primi atomi artificiali tenendo insieme degli eccitoni (elettroni e lacune) tramite lo scambio di fotoni.

## Applicazioni

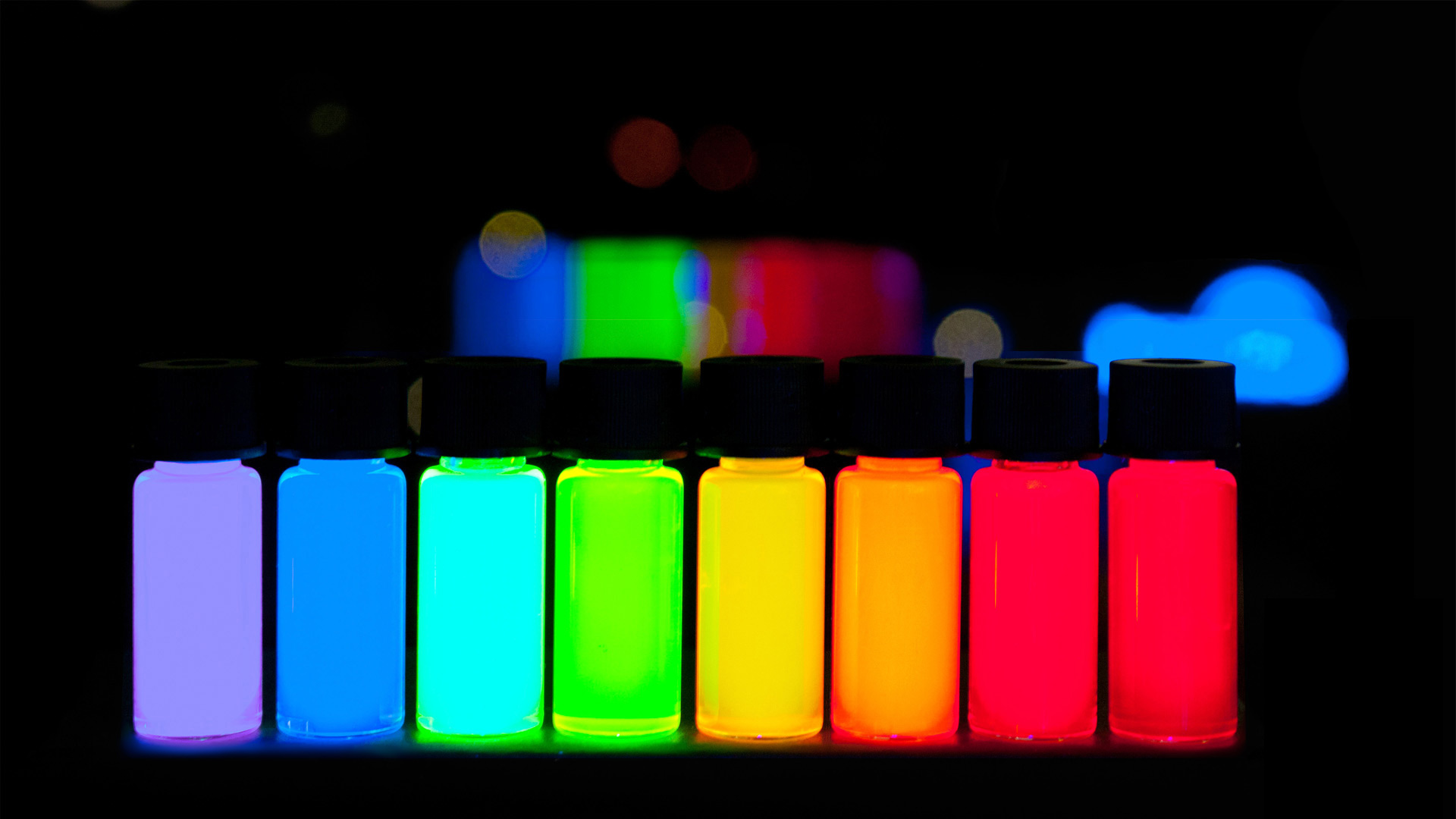
Fiale contenenti punti quantici prodotti a livello industriale. I punti quantici mostrati hanno picco di emissione a diverse lunghezze d'onda, in passi da 10 nm.

- I punti quantici vengono utilizzati come sorgenti a singolo fotone.
- Usando punti quantici i Fujitsu Laboratories hanno sviluppato un semiconduttore ottico capace di ridisegnare la forma d'onda di segnali ottici ad alta velocità (circa 40Gbps). La All-Optical 3R Regeneration[senza fonte].
- Sfruttando le varie emissioni d'onda dei punti quantici, alcune note marche sono riuscite a creare televisori con un'altissima resa di colore come i SUHD di Samsung o l'ultimo modello presentato al CES 2015 di TCL[4].
- laser: un sistema laser a base liquida (diverso dai sistemi tradizionali in cui quantum dot sono fissati su pellicole rigide) utilizza quantum dots in flusso continuo all'interno di un laser a emissione superficiale a cavità verticale (VCSEL). La base liquida consente di sostituire i quantum dot danneggiati dal calore che si sviluppa quando l'impulso di luce colpisce i punti. In questo modo, si ottiene un laser che raggiunge il milione di pulsazioni al secondo. Esso non è un flusso di luce continuo in quanto il laser sollecita i punti ad una frequenza predefinita. Tuttavia, supera il limite dei raggi tradizionali di avere una lunghezza d'onda prefissata, variando la composizione e le dimensioni dei quantum dot in soluzione, dai quali escono raggi laser di colori differenti.[5][6][7]

## Tossicità
Gli studi sui potenziali effetti dannosi sull'ambiente e la salute sono ancora limitati trattandosi di tecnologie nuove e per ciò anche il livello normativo è ancora carente. Evidenze sulla tossicità sono emerse soprattutto se usati in nanomedicina per l'interferenza coi nuclei delle cellule e concentrazioni nel fegato e milza.